# Chimeran från Arezzo

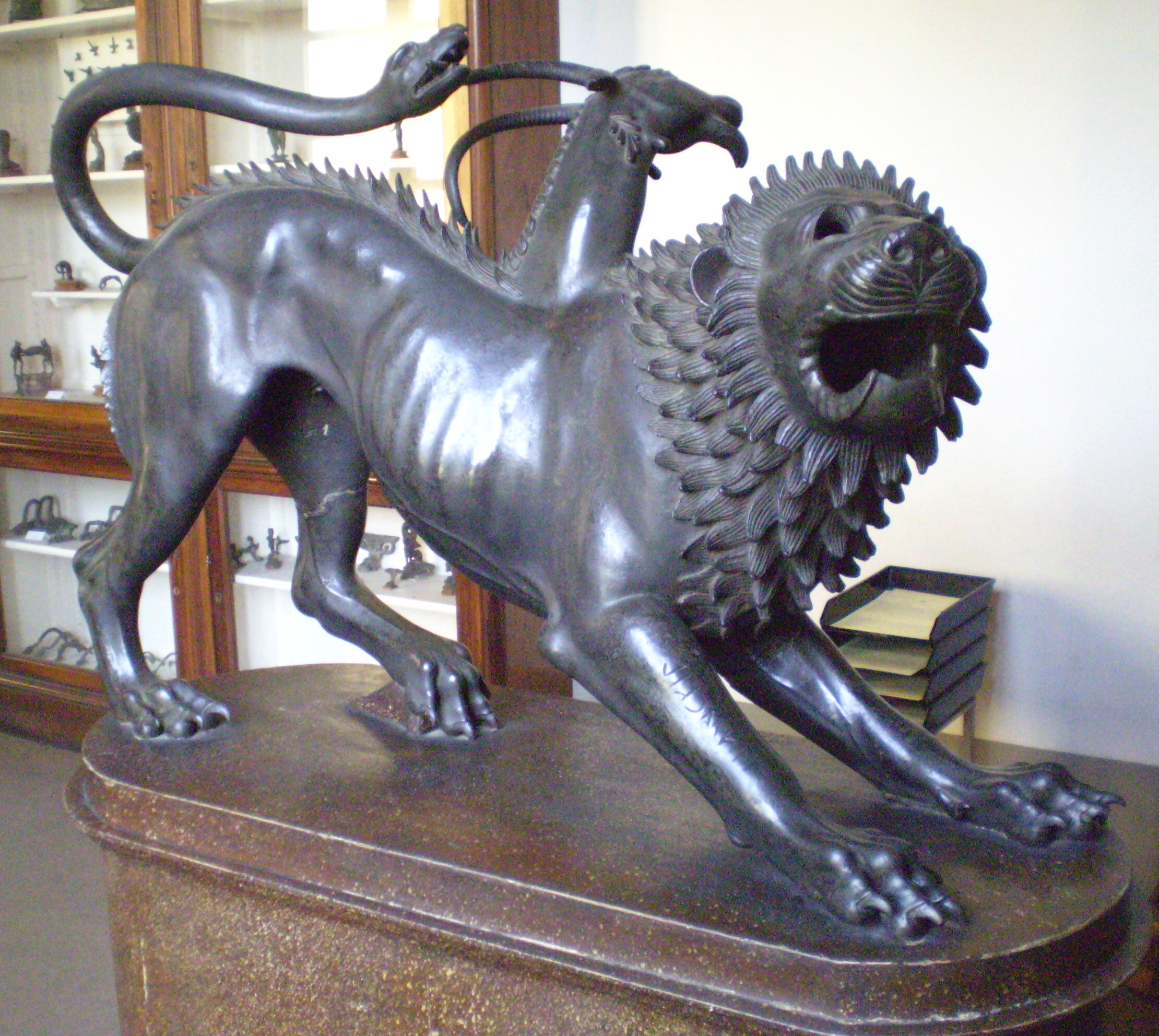
Chimeran från Arezzo.

Chimeran från Arezzo i brons är ett av de mest välkända exemplen på etruskisk konst. Bronsfiguren hittades 1553 i Arezzo, en gammal italiensk stad i Toscana med etruskiska och romerska anor, tillsammans med flera mindre bronsföremål. Hertigen av Toscana, Cosimo den store av huset Medici, gjorde snabbt anspråk på bronsfigurerna. Han förde dem till sin samling i Palazzo Vecchio i Florens där Chimeran visades för allmänheten, medan de mindre bronsföremålen fördes till hans studiolo i Palazzo Pitti. Där "fann hertigen ett stort nöje i att själv rengöra dem med en guldsmeds verktyg", skrev Benvenuto Cellini i sina memoarer. 1718 flyttades den på nytt till Galleria degli Uffizi. Chimeran är fortfarande bevarad i Florens, fast numera finns den i det arkeologiska museet. Bronsfigurern är ungefär 80 cm hög.
I grekisk mytologi var Chimeran ett monster som härjade i sitt hemland Lykien tills det dödades av Bellerofon. När bronsfiguren upptäcktes i Arezzo ansågs den föreställa ett lejon eftersom dess svans, som i myten kunde anta formen av en orm, saknades. Snart insåg man att figuren föreställde den mytiska chimeran. Bland andra mindre bronsföremål och fragment vilka fördes till Florens från Arezzo återfanns en del av svansen, enligt Giorgio Vasari. Den nuvarande bronssvansen är en rekonstruktion från 1700-talet.
Chimeran hade gömts undan på ett säkert ställe tillsammans med andra bronsskatter redan under antiken. De hittades av en tillfällighet när vallgravar grävdes utanför stadsmurarna vid porten Porta San Laurentio. En bronskopia av chimeran finns numera i närheten av fyndplatsen.
På chimerans framben finns en inskrift som har tolkats på olika sätt, men man har nyligen enats kring läsningen TINSCVIL, vilket betyder "en gåva till Tin". Detta visar att bronsfiguren var en offergåva tillägnad den främste etruskiska himmelsguden Tin, eller Tinia.